# Hans Christian Lyngbye
Hans Christian Lyngbye (født 29. juni 1782 i Blenstrup i Aalborg Amt, død 18. maj 1837 i Søborg på Sjælland) var en dansk teolog og selvlært botaniker - særlig kendt som algeforsker. 
Lyngbye blev student 1802 fra Aalborg Katedralskole, tog filologikum og filosofikum på Københavns Universitet 1803 og var derpå huslærer hos præsten Konrad Rehders (1767 - 1852) i bebyggelsen Nyborg i Skæve sogn i Vendsyssel. I 1812 blev han cand.theol. og derefter huslærer hos Niels Hofman-Bang på Hofmansgave. I 1819 blev Lyngbye præst  i Gjesing og Nørager på Norddjursland i Århus stift (ordineret 13-8-1819), og fra 1827 i Søborg og Gilleleje.

## Botaniker
H.C. Lyngbye opbyggede under sit ophold som huslærer i Vendsyssel et herbarium udelukkende ved hjælp af J.W. Hornemans bog fra 1806: Forsøg til en dansk økonomisk Plantelære. Da han fortsatte sine teologiske studier i København fra 1810 viste han herbariet til Hornemann, der siden hjælp Lyngbye med hans karriere indenfor naturvidenskaberne, specielt indenfor botanikken. Da Lyngbye efter endt uddannelse i 1812 ikke fik noget præstekald, henviste Hornemann ham til sin ven godsejeren Niels Hofman-Bang på Fyn, hvor han blev huslærer for sønnen Niels Erik Hofman Bang. Landbrugsreformatoren Niels Hofman-Bang var også en ivrig botaniker med særlig interesse for alger. Det bevirkede, at H.C. Lyngbye begyndte at studere disse dengang meget lidt udforskede planter.

## Prisopgave og rejse til Færøerne
I 1816 udsatte universitet i København en prisopgave: En systematisk oversigt over alle de hidtil i Danmark fundne alger; Lyngbye besvarede opgaven og vandt den udsatte pris. Hans botanikerkollegaer opfordrede ham til at udgive materialet, men Lyngbye mente at der manglede færøske alger i samlingen. Han foretog derfor i 1817 en algologisk rejse til Færøerne for egen regning (dog senere støttet af Fonden ad usus publicos). I 1819 udgav Lyngbye med kongelig understøttelse på 3000 Rigsdaler sit hovedværk Tentamen hydrophytologiae danicae udstyret med 70 illustrerede kobberstukne tavler. Lyngbyes hydrofytologi var i over hundrede år Danmarks eneste samlede algeflora og et grundværk for det videre studie af de nordlige haves alger. I 1818 fik han Videnskabernes Selskabs sølvmedalje for en afhandling om grindehvalen og grindefangsten på Færøerne. Han var medlem af Videnskabernes Selskab fra 1827.

## Disputats
I anledning af Københavns Universitets 300 års reformationsfest i 1836 blev Lyngbye opfordret til at indsende en doktordisputats. Han skrev Rariora Codana, et både zoologisk og botanisk arbejde, i hvilket han forsøger at inddele havets algeflora i bælter efter dybden. Disputatsen blev antaget, men ved et uheld fik han først det tilbagesendte manuskript, da var det for sent at forsvare værket og opnåede aldrig doktorgraden. Et halvt år efter universitetsfesten døde Lyngbye.

## Indsamler af orale folkeminder og antikvariske fortidsminder
På sin rejse til Færøerne indsamlede Lyngbye også nogle gamle færøske folkesange. Ved hjemkomsten viste han teolog og kvadforskeren P.E. Müller sine optegnelser. Han så at et kvad Lyngbye havde nedskrevet fra en gammel mand i Tórshavn var brudstykker af Nibelungringen. Dette var en sensation at denne sagnkreds var overleveret oralt på Færøerne, så han opfordrede Lyngbye til at få fat i flere vers. Dette gjorde han ved hjælp fra færingen pastor Johan Henrik Schrøter i Hvalba, som sendte mange flere vers til Lyngbye, som gennem de næste 5 år ordnede dem og oversatte dem til dansk. Dette resulterede i udgivelsen af Færøiske Qvæder om Sigurd Fofnersbane og hans Æt (1822), hvor den færøske tekst er sat ved siden af den danske vers for vers gennem bogen. Denne gruppe af kvad var den første egentlige bog, der udkom på færøsk og var i en ortografi udformet af Jens Christian Svabo. Bogen blev i 1824 anmeldt af Wilhelm Grimm i Göttingische gelehrte Anzeigen 143 og det fik stor betydning for den opmærksomhed og interesse som nordiske og europæiske skolarer senere fik for den færøske kultur. Udgivelsen af bogen medvirkede også til at det blev populært at indsamle kvadtekster lokalt på Færøerne. Bogudgivelsen markerer derfor en milepæl i opbygningen af den færøske nation ved, at den bevirker et øget interesse for at udforme et brugeligt færøsk skriftsprog.
Amtsprovst P. M. Hentze på Sandoy opfordrede ved H.C. Lyngbyes ankomst til Færøerne, at han på sine botaniske ekskursioner også holdt øje med de antikvariske fortidsminder. Lyngbye foretog derfor 4 ekskursioner til Kirkjubø og udformede en rapport om den katolske kirkeruin, det gamle kirkeinventar i sognekirken og vedlagde fire tegninger i rapporten. Sammen med sognepræsten på Sydstrømø, H.A. Gade, indsendte han denne indberetning om de antikvariske fortidsminder i Kirkjubø til Commissionen for Oldsagers Opbevaring ved biskop Friederich Münter. Dette bevirkede, at Oldsagskommissionen i et brev i juli 1819 til det Danske Kancelli opfordrede til fredning af ruinen i Kirkjubø og forskellige andre færøske fortidsminder.

## H.C. Lyngbyes eftermæle
På Færøerne er H.C. Lyngbye er i den færøske kontekst generelt kun kendt som redaktør og udgiver af J.H. Schrøters indsamlede kvadtekster om Færøiske Qvæder om Sigurd Fofnersbane og hans Æt (1822) (fæ: Sjúrðarkvæði). Det er ikke alment kendt, at denne udgivelse er den første bog på færøsk. Udgivelsen, der blev anmeldt i 1824 af Wilhelm Grimm, havde yderligere den effekt, at den initierede kvadindsamlingen på Færøerne, der fortsatte flere generationer frem og blev et væsentligt grundlag under den færøske nationalidentitetsdannelse. Lyngbyes bidrag til udbredelsen af kendskab til Færøerne gennem naturvidenskab er også kun kendt inden for de specifikke fagkredse. 
Med sine mange forskelligartede aktiviteter i den færøske kontekst, kan Lyngbye betragtes som en vigtig identitetsassistent, der er med til udforme grundlaget for den senere nationalbevægelse på Færøerne. 
I Danmark er H.C. Lyngbye mest kendt for sit arbejde med algerne indenfor botaniske kredse. Danske Botanikere satte en mindesten over Lyngbye ved Søborg Kirke for hylde ham for hans hovedværk "Tentamen hydrophytologiae danicae".